# 13 Egerija
 13 Egerija   (mednarodno ime 13 Egeria, latinsko Ægeria) je velik asteroid tipa G v glavnem asteroidnem pasu . 

## Odkritje
Asteroid je 2. novembra 1850 odkril Annibale de Gasparis (1819–1892). Imenoval ga je Urbain J. J. Le Verrier, ki je z izračuni pomagal odkriti Neptun. Egerija je bila boginja (po nekaterih virih je bila nimfa) mesta Aricia v Italiji.

## Lastnosti
Po obliki je precej okrogel (217 × 196 km). Površina asteroida vsebuje temne ogljikove spojine, njegov albedo je 0,083. Za pot okrog Sonca potrebuje 4,13 let. Njegova tirnica je nagnjena proti ekliptiki za 16,540°. Okrog svoje osi se zavrti v 0,294 dneva.

## Okultacija
Asteroid Egerija je bil 8. januarja 1992 v okultaciji z zvezdo. 